# Hi-Hi-Hi
「Hi-Hi-Hi」（ハイ・ハイ・ハイ）は、1977年3月5日に発売されたあおい輝彦の13枚目のシングル。

## 解説
- オリコンチャートにおいて週間最高7位となり、あおい自身最大のヒット曲「あなただけを」以来2作振りにベスト10入りを果たし、1977年の年間ヒットチャートでも46位にランクされるヒット曲となった[1]。同年5月1日には、本楽曲と同名のオリジナルアルバム「Hi-Hi-Hi」が発売された。

## 収録曲
1. Hi-Hi-Hi (3分31秒)
作詞・作曲：森雪之丞／編曲：高田弘
2. 君、ただ一人 (2分50秒)
作詞・作曲：阿部敏郎／編曲：馬飼野俊一

## カバー
Hi-Hi-Hi
- 1977年：谷ちえ子（アルバム『ほゝえみ』に収録）